# オリヴィエ・マルティネス
オリヴィエ・マルティネス（Olivier Martinez, 1966年1月12日 - ）は、フランス・パリ出身の俳優。

## 略歴
父親がスペイン人のため、スペイン語も話す。また、父親がボクサーだったため、自身もボクサーを目指したことがあったが、怪我で断念した。23歳より、パリのフランス国立高等演劇学校 (コンセルヴァトワール)で演技を学んだ。1993年のUn, deux, trois, soleilでセザール賞新人男優賞を受賞した。

### プライベート
弟のヴァンサン・マルティネスも俳優。歌手のカイリー・ミノーグと長年交際していたが、2007年に別れている。
またロージー・ハンティントン＝ホワイトリーやミラ・ソルヴィノと交際していたこともある。
2010年より女優のハル・ベリーと交際し、2012年1月に婚約。2013年7月13日に結婚したが、2015年に離婚。二人の間には息子がいる。

## 主な出演作品

### 映画
| 公開年 | 邦題 原題                                       | 役名                     | 備考                      |
| ------ | ----------------------------------------------- | ------------------------ | ------------------------- |
| 1992   | IP5/愛を探す旅人たち IP5: L'île aux pachydermes | トニー                   |                           |
| 1993   | Un, deux, trois, soleil                         | Petit Paul               | セザール賞新人男優賞 受賞 |
| 1995   | プロヴァンスの恋 Le Hussard sur le toit         | アンジェロ・パルディ     |                           |
| 1996   | 私の男 Mon homme                                | ジャン＝フランソワ       |                           |
| 2000   | 夜になるまえに Before Night Falls               | ラサロ・コメス・カリレス |                           |
| 2002   | セマナ -血の7日間- Semana Santa                 | ケマダ                   | 日本劇場未公開            |
| 2002   | 運命の女 Unfaithful                             | ポール・マーテル         |                           |
| 2003   | S.W.A.T.                                        | アレックス・モンテル     |                           |
| 2004   | テイキング・ライブス Taking Lives               | パーケット               |                           |
| 2007   | ブラッドウルフ Blood Wolf                       | ガブリエル               | 日本劇場未公開            |
| 2012   | ダーク・タイド Dark Tide                        | ジェフ                   |                           |
| 2013   | 千年医師物語 〜ペルシアの彼方へ〜 The Physician | シャー                   |                           |
| 2018   | パウロ 愛と赦しの物語 Paul, Apostle of Christ   | マウリティウス           |                           |
| 2020   | Mosquito State                                  | Edward Werner            |                           |

### テレビ
| 放映年 | 邦題 原題                | 役名                                     | 備考         |
| ------ | ------------------------ | ---------------------------------------- | ------------ |
| 2014   | リベンジ Revenge         | パスカル・ルマルシャル                   | 計5話出演    |
| 2015   | Texas Rising             | アントニオ・ロペス・デ・サンタ・アナ将軍 | ミニシリーズ |
| 2016   | マーズ 火星移住計画 Mars | エド・グラン                             | 計6話出演    |